# Božena Němcová
Božena Němcová (tjekkisk udtale: [ˈboʒɛna ˈɲɛmtsovaː]) (* 4. Februar 1820 i Wien; † 21. Januar 1862 i Prag) var en tjekkisk forfatter. Hun er kendt for sin betydning for den tjekkiske nationale bevægelse. 

## Biografi
Božena Němcová blev født i Wien i 1820 som Barbora Pankel. Forældrene var Johann Pankel fra Niederösterreich og Teresie Novotná af tjekkisk afstemning. Faderen var ansat som herskabelig kusk hos greve Karl Rudolf von der Schulenburg og flyttede med til deres gods ved den lille by Ratibořice. Moderen arbejdede som vaskekone. I nærheden af godset boede Boženas bedstemor Magdalena Novotná, som spillede en vigtig rolle i hendes liv . Hovedpersonen i hendes mest berømte roman er inspireret af bedstemoderen. Takket være grevindens omsorg fik Božena en uddannelse.
Da hun var 17 år blev hun i et arrangeret ægteskab gift med den 15 år ældre Josef Němec, som var embedsmand i skattevæsenet - og tjekkisk patriot. Ægteskabet, der var arrangeret af Boženas forældre, var ulykkeligt, da ægtefællerne ikke forstod hinanden. På grund af sin tjekkiske nationalisme var Josef Němec i en vanskelig situation. Han blev forflyttet mellem forskellige fjerne lokaliteter, inden det lykkedes ham at få ansættelse i Prag. Familien havde fire børn, hvoraf et døde, og havde konstante økonomiske problemer. Da Josef Němec atter blev forflyttet, denne gang til Slovakiet, blev Božena Němcová boende i Prag, hvor hun havde fået kontakt til tjekkiske nationale intellektuelle kredse. Det var her at hun i 1855 skrev sin berømte roman Babička (Bedstemoder). Němcová døde kun 42 år gammel i fattigdom. Tjekkiske patrioter arrangerede en storslået begravelse for hende.

## Romanen Bedstemoder
Božena Němcová skrev og udgav blandt andet samlinger af folkeeventyr og fortællinger, men hendes mest berømte værk er romanen Babička (Bedstemoder), som hun skrev på tjekkisk og som blev hendes gennembrud. Det er en national-romantisk og velskrevet autobiografisk roman om en barndom på landet, set af det nu voksne barnebarn, som fortæller om sin bedstemor. Det er en idyliseret beskrivelse af bedstemoderen og en idylisering af fruen på slottet, en personskildring som er inspireret af grevinden, som hjalp den unge Božena til en uddannelse.
Babička er en af de mest populære tjekkiske romaner og regnes til den tjekkiske nationallitteratur. Bogen er udkommet i mere end 350 oplag på tjekkisk og udkom på dansk allerede i 1894. Oversætterens forord er en flammende støtte til den tjekkiske nationale bevægelse, som beskrives som en modstand mod tysk og katolsk undertrykkelse.
Romanens centrale passage er en ordveksling, som enhver tjekke kan repetere. Medens bedstemoder er ung, dør hendes mand i krigen i fremmed tysk krigstjeneste, og efterfølgende mister hun alt ved en oversvømmelse og står alene med tre små børn. Den stedlige kommandant tilbyder, at sønnen kan komme i tysk militærskole og datteren kan komme i tysk pigeskole. Det afviser bedstemoder og vandrer med tre børn på armen tilbage til sin tjekkiske hjemstavn. I en samtale spørger fyrstinden bedstemoder, hvorfor hun ikke tænkte på børnenes opdragelse, hvortil bedstemoder giver det berømte svar: "Det kan jo være meget muligt, nådige frue, men de var blevne fremmed for mig. Hvem skulle der have lært dem at elske deres hjemland og tale deres modermål. Ingensomhelst. De ville have lært sig fremmed sprog og fremmede sæder, og tilsidst ville de ganske have forglemt deres blod [....] Nej, nej, den der er af tjekkisk byrd, han skal også blive ved tjekkisk sprog - Jeg samlede mine pjalter...." 